# Sankta Æbbe den yngre av Coldingham
Sankta Æbbe den yngre av Coldingham, död 2 april 870, var en skotsk abbedissa. Hon vördades som lokalhelgon inom katolska kyrkan.
Mycket lite är känt om hennes liv. Hon var abbedissa vid Coldingham Priory. 
I april 870 anfölls klostret av vikingar, och nunnorna greps av skräck för att utsättas för våldtäkt. Æbbe skar av sig näsan för att vanställa sig och på det sättet undvika våldtäkt med ett rakblad inför de andra nunnorna, som sedan följde hennes exempel. Metoden fungerade och nunnorna undvek våldtäkt, men vikingarna dödade dem och brände ned klostret ändå.